# 夢灘駅
夢灘駅（モンタンえき）は、大韓民国全羅南道務安郡夢灘面にある、韓国鉄道公社の駅である。

## 利用可能な路線
ムグンファ号のみ停車。一部のムグンファ号は通過する。
- 韓国鉄道公社
  - 湖南線

## 駅構造

### のりば
| ホーム | 路線   | 行先                                               |
| ------ | ------ | -------------------------------------------------- |
| 1・2   | 湖南線 | 龍山・西大田・光州松汀・光州・順天・麗水・釜田方面 |
| 3・4   | 湖南線 | 木浦方面                                           |

## 駅周辺
- 夢灘面事務所
- 夢灘初等学校
- 夢灘郵便局
- 夢灘治安センター

## 歴史
1913年（大正2年）5月15日、朝鮮総督府鉄道湖南線の鶴橋（後の咸平）-木浦間の開業時に開設。
2001年には一日あたりの利用客が100人を割り、2005年に韓国鉄道公社発足時に外部機関に委託して実施された調査では、廃止が適当とされた。
- 1913年5月15日 - 夢灘（むなん）駅として開業[4]。
- 1925年11月1日 - 車扱貨物の取り扱いを開始[5]。
- 1930年2月16日 - 到着小荷物配達の取り扱いを開始[6]。
- 1940年3月1日 - 普通停車場に変更[7]。
- 1940年7月 - 暴風のため待合室が吹き飛ばされる[8]。
- 1994年1月1日 - 小荷物取り扱い廃止[9]。
- 2004年9月1日 - 貨物取り扱い廃止[1]。

## 隣の駅
韓国鉄道公社
湖南線
務安駅 - 夢灘駅  - 一老駅